# Pierre e Jean
Pierre e Jean, pubblicato in Italia anche con il titolo Pietro e Giovanni (Pierre et Jean), è il quarto romanzo dello scrittore francese Guy de Maupassant, del 1887. Il romanzo è preceduto da un breve saggio dell'autore, intitolato «Le roman» (Il romanzo), che spiega in qualche modo la poetica di Maupassant.

## Trama
Pierre e Jean Roland sono due fratelli da sempre agli antipodi; irrequieto e discontinuo il primo, ragionevole e fondamentalmente buono il secondo. Pierre ha cinque anni più di Jean, ed entrambi hanno appena finito gli studi universitari, abilitandosi rispettivamente alla professione di medico e avvocato. Sono rientrati a Le Havre, dove il padre Gérôme, appassionato di pesca, e la madre Louise, donna riflessiva e calma - sempre pronta a sedare le incipienti gelosie tra i figli -, si godono la pensione dopo una vita trascorsa a Parigi per lavoro. Al ritorno trovano come ospite fissa del focolare domestico la vedova Rosémilly, vicina di casa e amica di famiglia, avvenente ventitreenne che ha perso il marito, capitano di lungo corso, morto in mare due anni prima.
Un giorno giunge la notizia che un vecchio amico di famiglia, Léon Maréchal, è morto, lasciando a Jean tutto il suo denaro. Roland padre non sta nella pelle per la felicità, a cui fa da contraltare la velata preoccupazione della moglie, conscia del fatto che l'altro figlio non è stato preso in considerazione. Nel buio della sera Pierre, solo, esce a fare una passeggiata, in preda a un profondo malessere, di cui non sa spiegarsi bene la causa, che in un primo momento ascrive unicamente alla gelosia.  
Tornato a casa, si corica con la risoluta idea di far fortuna e non essere da meno del fratello. L'indomani parte in cerca di un appartamento da affittare in modo da collocarvi il suo studio medico, ma verso sera si reca in un locale, dove informa la cameriera, sua amica, dell'eredità, rimanendo colpito dal suo sorrisetto allusivo, che instaura in Pierre un terribile dubbio.
Pur cercando di scacciarlo - non potendo ammettere che la madre, fin lì venerata, potesse essersi macchiata di adulterio -, esso si insinua in lui: Pierre comincia a raccogliere mentalmente i pochi ricordi del defunto, riconoscendogli una somiglianza con Jean e faticando sempre più a comprenderne la scelta. Il suo pensiero fisso diviene una vera ossessione, tanto da indurlo a spiare il fratello mentre dorme. Quando si sovviene dell'esistenza di un ritratto del morto, lo chiede alla madre, in modo da fugare ogni dubbio, nel confronto con Jean, e addivenire alla certezza che questi è figlio di una relazione adulterina della madre. Confusa, la madre mente su un particolare, e Pierre, visto il ritratto, non dubita più.
Pressoché annientato, schiva ormai quasi tutte le situazioni conviviali in famiglia, dimostrandosi taciturno o ironico con i genitori e il fratello. Alcune allusioni portano inoltre progressivamente la signora Roland a temere che la sua verità sia stata scoperta e a perdere ogni serenità. Una sera, tornati da una gita a Saint-Jouin durante la quale Jean ha chiesto con successo la mano della signorina Rosémilly, tutti si recano con orgoglio a vedere il nuovo studio del cadetto. Rimasti soli, Jean rinfaccia a Pierre la sua gelosia e questi, in preda alla furia e al dolore, confessa la sua scoperta. Nella stanza a fianco, Jean trova la madre che, affranta, ammette la pluriennale relazione con Maréchal, vero padre di Jean. Perdona la madre, che vorrebbe sparire per sempre, e decide di mantenere il segreto, accettando quindi l'eredità.
Il giorno seguente, accenna al fatto che il transatlantico La Lorraine sta cercando un medico di bordo. Pierre coglie il messaggio e prega il fratello di aiutarlo ad ottenere il posto. Divenuto medico della Lorraine, il giorno in cui il transatlantico salpa riceve un'ultima visita dei familiari, prima di partire, in preda ad una perenne angoscia, verso il nuovo mondo. Fiero del figlio medico e di poter ammirare la partenza con la sua barca ben in vista, Roland padre apprende anche con gioia che Jean sposerà la vedova Rosémilly. In mezzo al giubilo comune, Louise Roland guarda con grande malessere La Lorraine scomparire all'orizzonte.

## Analisi
Il romanzo si apre all'insegna della quiete di una giornata che scorre lenta a bordo della "Perle", la piccola imbarcazione di famiglia, con i due fratelli a sfidarsi nella pesca per catturare le attenzioni della vedova Rosémilly. La narrazione si volge in questo e nei pochi giorni successivi, quasi senza salti temporali. La quiete iniziale del racconto verrà presto stravolta e come spesso accade è un lieto evento a rovinare per sempre gli equilibri familiari.
Un'inaspettata e compromettente eredità infatti premia Jean e lascia a secco Pierre, marcando in via definitiva i rapporti tra i due. La nebbia, altra protagonista del romanzo, scende sulla famiglia non appena il ragazzo entra in possesso dei 20 000 franchi e nessuno si vedrà mai più come prima. È il trionfo dell'intorpidimento delle coscienze, insieme corazza di salute e bestialità della sopravvivenza, desiderio di non voler turbare la continuità instupidita della piccola e media borghesia che tutto ricopre sotto il tappeto del benessere e dell'aricchimento.

## Storia dell'opera
Il romanzo, scritto in tre mesi a La Guillette, la casa dell'autore a Étretat, in Normandia, apparve su La Nouvelle Revue in tre puntate, l'1 e 15 dicembre 1887 e il primo gennaio del 1888. Nel 1888 fu poi pubblicato in volume da Ollendorff, che richiese a Maupassant l'aggiunta di un testo, vista la brevità del romanzo. Maupassant premise quindi a Pierre e Jean il suo studio «Le roman» (Il romanzo), redatto anch'esso a Étretat, nel settembre 1887.

## Trasposizioni
Questo romanzo di Maupassant è il soggetto del film Una donna senza amore (1952) realizzato da Luis Buñuel nel suo primo periodo di esilio volontario in Messico (1946-1955).

## Edizioni italiane
- trad. Alberto Neppi, Soc. Tip. Ed. Taddei, Ferrara, 1921; Bietti, Milano, 1932
- trad. Aldo Marius, Baldini, Barion, Milano, 1924
- trad. anonima, Quattrini, Firenze, 1928
- trad. Giacomo di Belsito, F.lli Treves, Milano, 1935; Garzanti, Milano, 1974
- trad. Vito Mar Nicolosi, Edizioni della Bussola, Roma, 1945
- trad. Mario Camisi, Istituto Ed. Italiano, Milano, 1946
- trad. Alfredo Fabietti, A. Donaudy, Milano, 1949
- trad. Libero Bigiaretti, Feltrinelli, Milano, 1952
- trad. Marcello Spaziani, A. Signorelli, Roma, 1956; 1968
- trad. Fabio Maffi, Corticelli, Milano, 1956
- trad. A. Spinelli, M. Sopraccoperta e M. T. Stella, Edizioni moderne, Roma, 1959
- a cura di Carlo Pellegrini, Mursia, Milano, 1970
- trad. Gioia Giannino Angiolillo, Einaudi, Torino, 1971
- a cura di Arnaldo Colasanti, Mondadori, Milano, 1994
- trad. Pietro Paolo Trompeo, Newton Comtpon, Roma, 1996